# Schachenhaus
Das Schachenhaus ist eine Berghütte im Wettersteingebirge am Schachen direkt bei dem Königshaus am Schachen auf 1866 m ü. NHN.
Das Schachenhaus gehört der Bayerischen Verwaltung der staatlichen Schlösser, Gärten und Seen. Es wurde zusammen mit dem Königshaus am Schachen um das Jahr 1870 erbaut. Zu König Ludwigs Zeiten waren die Gebäude des Schachenhauses die zum Schloss gehörenden Wirtschaftsgebäude. 1911 wurde ein Steinbau angefügt.
Das Haus verfügt über 53 Schlafplätze und ist von Ende Mai/Anfang Juni bis Anfang/Mitte Oktober bewirtschaftet. Winterraum gibt es keinen.

## Zugänge
- Von Elmau über den so genannten Königsweg (Gehzeit ca. 3½ Stunden)[1]
- Von Mittenwald vorbei am Lautersee und Ferchensee auf den Königsweg (Gehzeit ca. 5½ Stunden)[2]
- Von Elmau über die Wettersteinalm und Schachentor
- Vom Skistadion Partenkirchen durch die Partnachklamm über den Kälbersteig und den Königsweg (Gehzeit 4–5 Stunden)[3]
- Vom Skistadion Partenkirchen durch die Partnachklamm über das Reintal und das Oberreintal

## Übergänge
- Meilerhütte (1,5 bis 2 Std.)
- Oberreintalhütte (Selbstversorger) (1,5 bis 2 Std.)
- Reintalangerhütte
- Kreuzeckhaus[4]

## Sehenswürdigkeiten
- Königshaus am Schachen
- ein Aussichtspunkt, von dem man eine sehr schöne Aussicht auf die umgebenden Gipfel des Wettersteingebirges und speziell ins Reintal hat
- der um das Jahr 1900 angelegte botanische Alpengarten, eine Außenstelle des Botanischen Gartens München
- der Schachensee (liegt ca. 200 Höhenmeter unterhalb des Schachenhauses am Königsweg)